# Chaetomitrium auriculatum
Chaetomitrium auriculatum là một loài Rêu trong họ Hookeriaceae. Loài này được Dixon & Herzog mô tả khoa học đầu tiên năm 1926.